# SDCCAG3
SDCCAG3 (англ. Serologically defined colon cancer antigen 3) – білок, який кодується однойменним геном, розташованим у людей на 9-й хромосомі. Довжина поліпептидного ланцюга білка становить 435 амінокислот, а молекулярна маса — 47 961.
| 10         |  | 20         |  | 30         |  | 40         |  | 50         |
| ---------- |  | ---------- |  | ---------- |  | ---------- |  | ---------- |
| MSGYQRRPGA |  | TPLSRARSLA |  | IPDAPAFYER |  | RSCLPQLNCE |  | RPHGRDLDSP |
| FFGIRPAFMC |  | YVPSPVLASV |  | GDTDFGYGKG |  | KCSKQSPSGA |  | HGTHFGDDRF |
| EDLEEANPFS |  | FREFLKTKNL |  | GLSKEDPASR |  | IYAKEASRHS |  | LGLDHNSPPS |
| QTGGYGLEYQ |  | QPFFEDPTGA |  | GDLLDEEEDE |  | DTGWSGAYLP |  | SAIEQTHPER |
| VPAGTSPCST |  | YLSFFSTPSE |  | LAGPESLPSW |  | ALSDTDSRVS |  | PASPAGSPSA |
| DFAVHGESLG |  | DRHLRTLQIS |  | YDALKDENSK |  | LRRKLNEVQS |  | FSEAQTEMVR |
| TLERKLEAKM |  | IKEESDYHDL |  | ESVVQQVEQN |  | LELMTKRAVK |  | AENHVVKLKQ |
| EISLLQAQVS |  | NFQRENEALR |  | CGQGASLTVV |  | KQNADVALQN |  | LRVVMNSAQA |
| SIKQLVSGAE |  | TLNLVAEILK |  | SIDRISEVKD |  | EEEDS      |  |            |

A: Аланін

C: Цистеїн

D: Аспарагінова кислота

E: Глутамінова кислота

F: Фенілаланін

G: Гліцин

H: Гістидин

I: Ізолейцин

K: Лізин

L: Лейцин

M: Метіонін

N: Аспарагін

P: Пролін

Q: Глутамін

R: Аргінін

S: Серин

T: Треонін

V: Валін

W: Триптофан

Кодований геном білок за функцією належить до фосфопротеїнів. 
Задіяний у таких біологічних процесах, як транспорт, транспорт білків, клітинний цикл, поділ клітини, альтернативний сплайсинг. 
Локалізований у цитоплазмі, ендосомах.